# احمدبی‌لی، ساموخ
احمد بی‌لی (به ترکی آذربایجانی: Əhmədbəyli، تا ۵ اکتبر ۱۹۹۹ شناخته‌شده به عنوان علی‌بایرام‌لی Əli Bayramlı) یک منطقه مسکونی در جمهوری آذربایجان است که در شهرستان ساموخ واقع شده است. احمد بی‌لی ۱۶۸۴ نفر جمعیت دارد.